# Pöytis
Pöytis eller Pöytyä (finska: Pöytyä) är en kommun i landskapet Egentliga Finland. Pöytis har 8 222 invånare och har en yta på 773,69 km².
Den 1 januari 2005 slogs Pöytis samman med Karinais och den 1 januari 2009 med Yläne.
Pöytis är enspråkigt finskt.

## Historia
Pöytis kyrksocken kan säkert dateras till 1300-talet och låg i Söderfinlands kolonisationsområde. Pöytis har utskilts från Lundo kanske i mitten av 1300-talet och nämns första gången 1366. Till Pöytis anslöts i slutet av 1300-talet Yläne kapell i Satakunta. Pöytis kyrka är byggd 1793 efter ritningar av Carl Christoffer Gjörwell och uppfördes av byggmästaren Mikael Piimänen. Den är tillägnad kung Gustav IV Adolf. Intill kyrkan har bevarats den gamla kyrkogården med ett omgivande stockstaket från 1700-talet.

## Politik

### Mandatfördelning i Pöytyä kommun, valen 1976–2021
| 3 | 2 | 2 | 8 | 6 |

| 3 | 3 | 2 | 8 | 5 |

| 2 | 2 | 3 | 8 | 6 |

| 1 | 3 | 2 | 9 | 6 |

| 2 | 3 | 2 | 10 | 4 |

| 2 | 2 | 2 | 11 | 4 |

| 2 | 1 | 1 | 12 | 5 |

| 2 | 3 | 18 |  | 11 |

| 23 | 12 |

| 3 | 4 | 2 | 17 |  | 12 |

| 29 | 10 |

| 2 | 4 | 3 | 14 |  | 11 |

| 22 | 13 |

| 2 | 4 |  | 2 | 15 |  | 10 |

| 21 | 14 |

|  | 3 |  | 6 | 12 |  | 11 |

| 18 | 17 |

## Befolkningsutveckling
| Befolkningsutvecklingen i Pöytyä kommun 1975–2020                                                            | Befolkningsutvecklingen i Pöytyä kommun 1975–2020 | Befolkningsutvecklingen i Pöytyä kommun 1975–2020 | Befolkningsutvecklingen i Pöytyä kommun 1975–2020 | Befolkningsutvecklingen i Pöytyä kommun 1975–2020 |
| --- | ------------------------------------------------- | ------------------------------------------------- | ------------------------------------------------- | ------------------------------------------------- |
| |                                                   |                                                   |                                                   |                                                   |
| År |                                                   |                                                   | Folkmängd                                         |                                                   |
| 1975 | 1975                                              |                                                   | 8 608                                             |                                                   |
| 1980 | 1980                                              |                                                   | 8 365                                             |                                                   |
| 1985 | 1985                                              |                                                   | 8 405                                             |                                                   |
| 1990 | 1990                                              |                                                   | 8 465                                             |                                                   |
| 1995 | 1995                                              |                                                   | 8 478                                             |                                                   |
| 2000 | 2000                                              |                                                   | 8 332                                             |                                                   |
| 2005 | 2005                                              |                                                   | 8 371                                             |                                                   |
| 2010 | 2010                                              |                                                   | 8 494                                             |                                                   |
| 2015 | 2015                                              |                                                   | 8 562                                             |                                                   |
| 2020 | 2020                                              |                                                   | 8 229                                             |                                                   |
| Anm: Uppgifterna avser förhållandena den 31 december nämnda år enligt områdesindelningen den 1 januari 2022. |                                                   |                                                   |                                                   |                                                   |

## Bilder

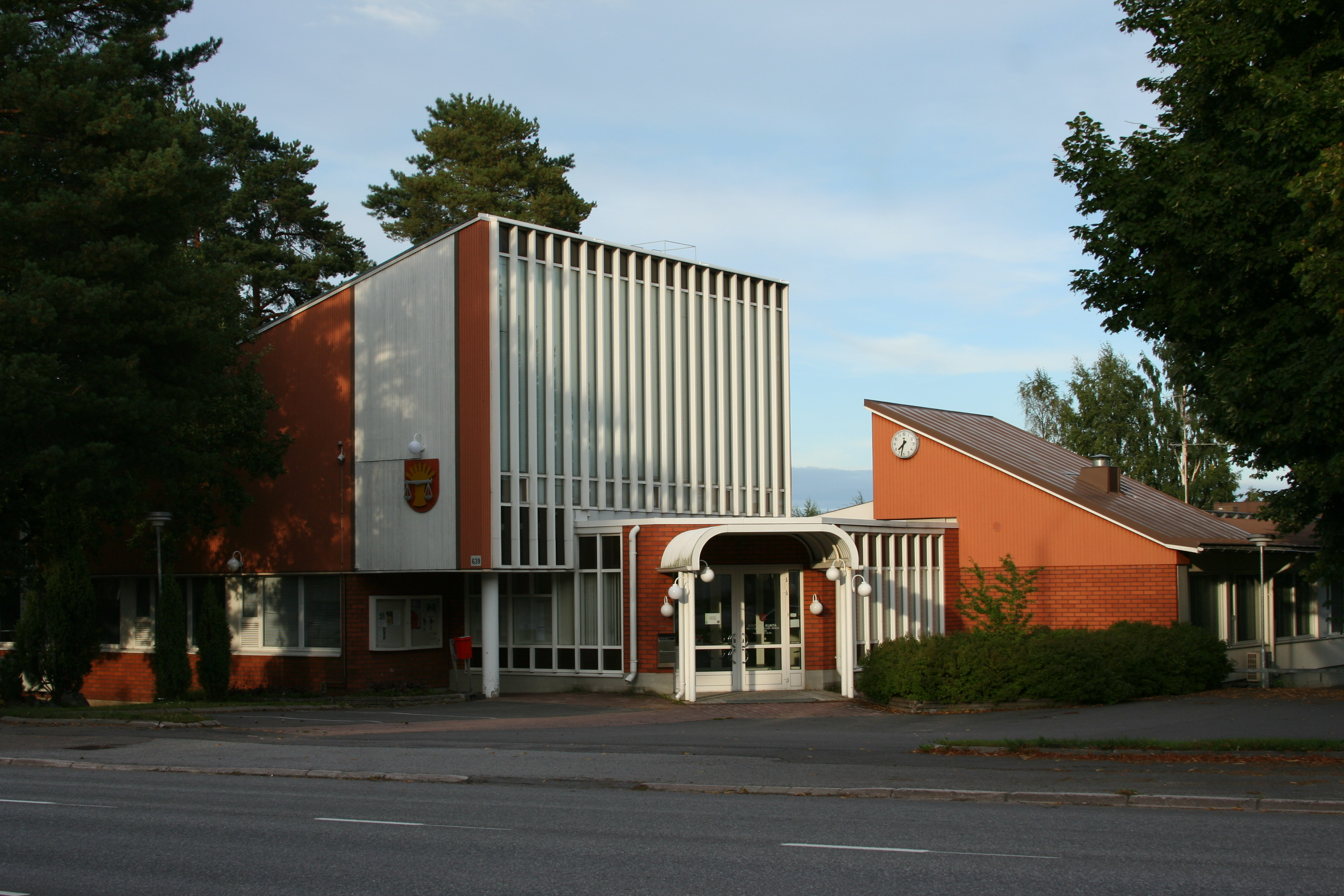
Kommunhuset i Riihikoski
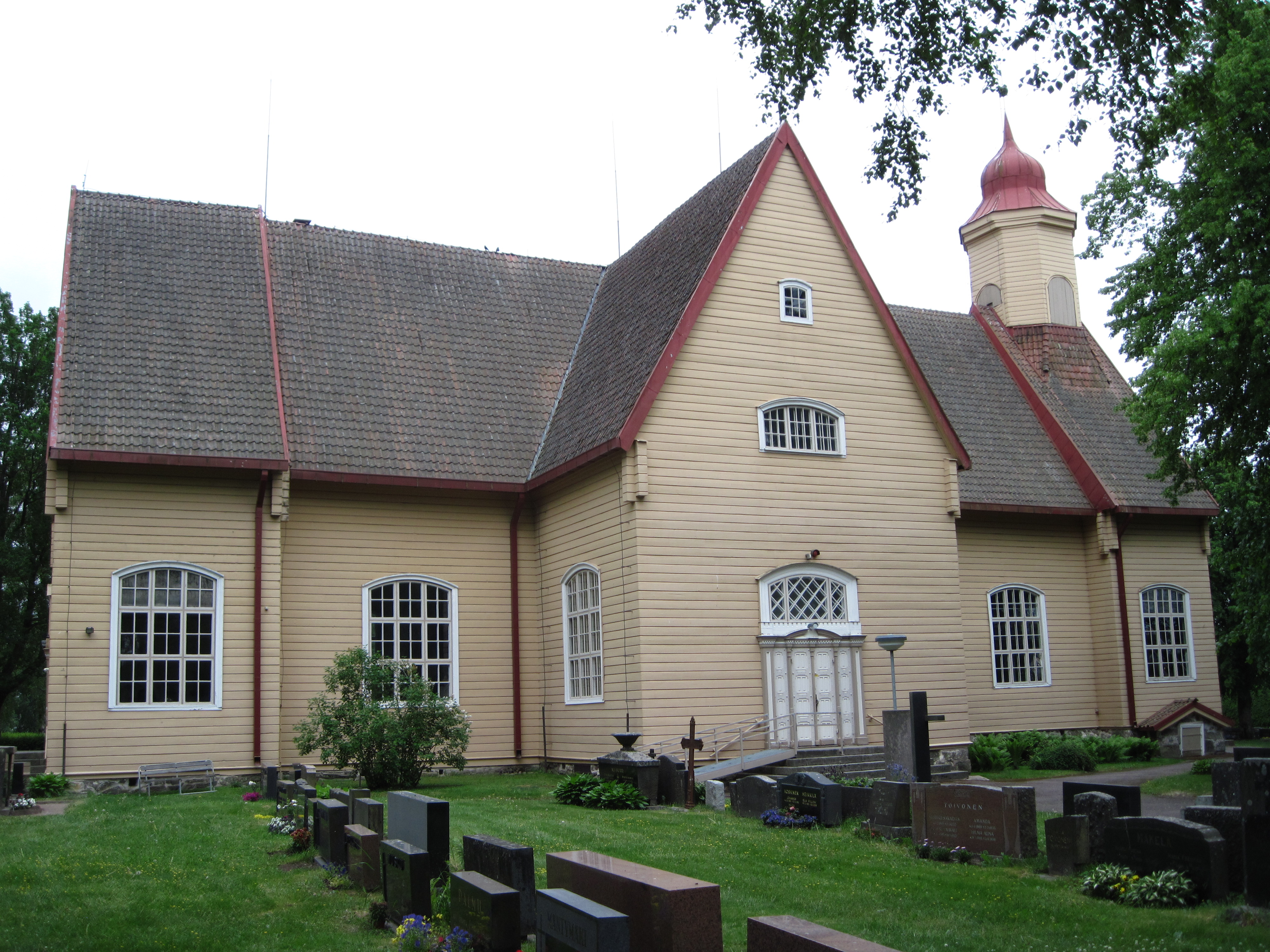
Pöytis kyrka
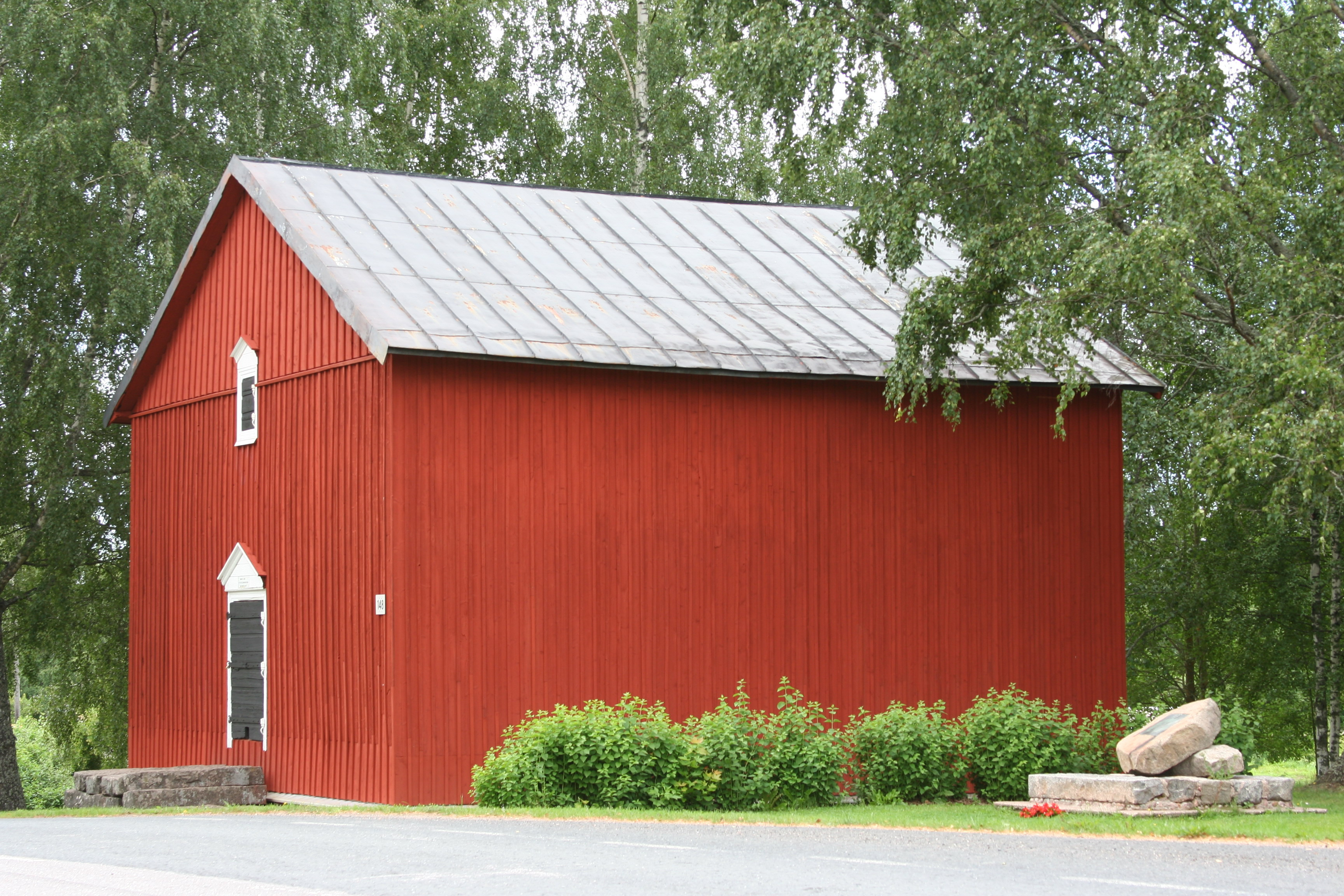
Pöytis sockenmagasin och Lizelius-monumentet
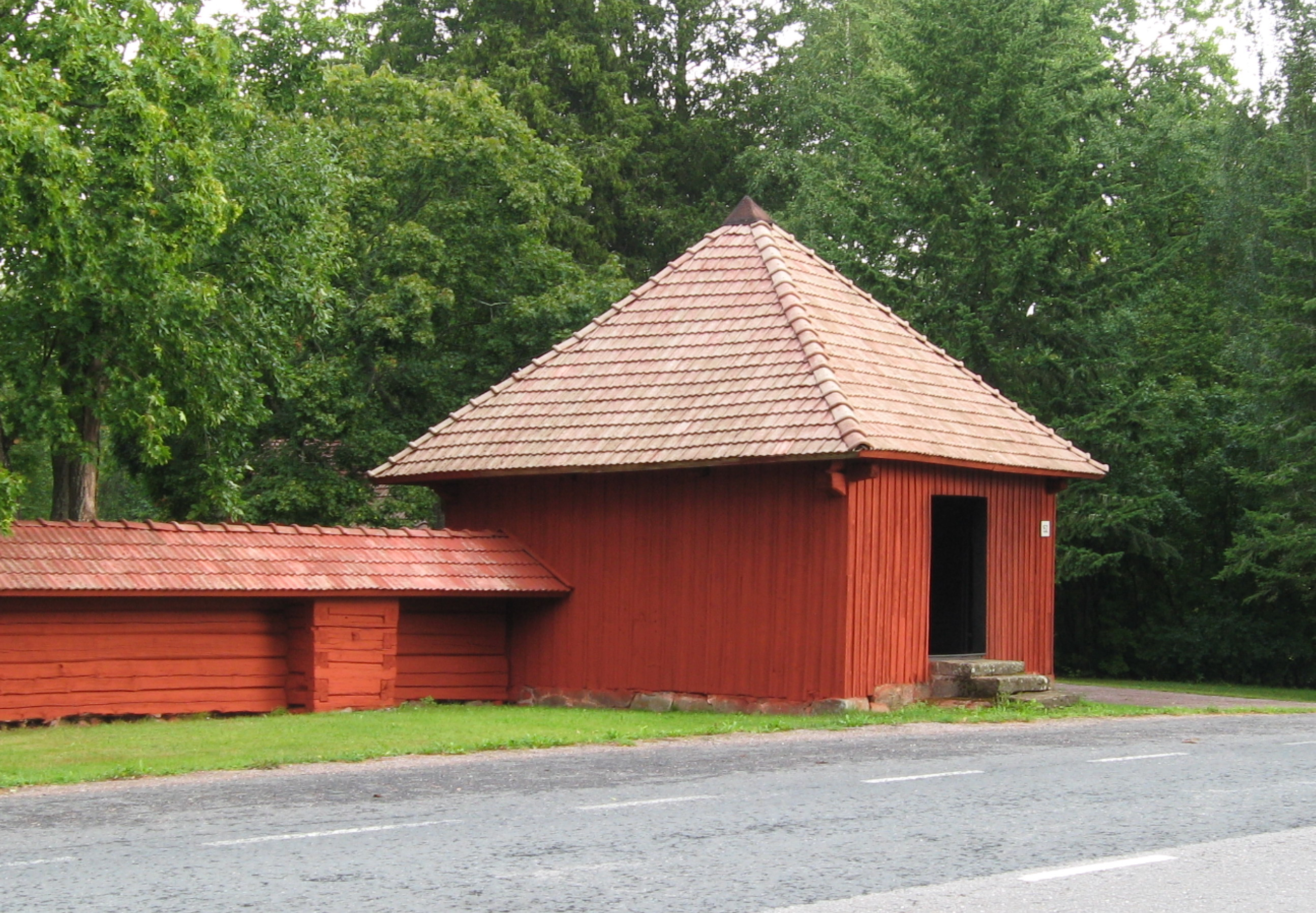
Pöytis gamla kyrkogård
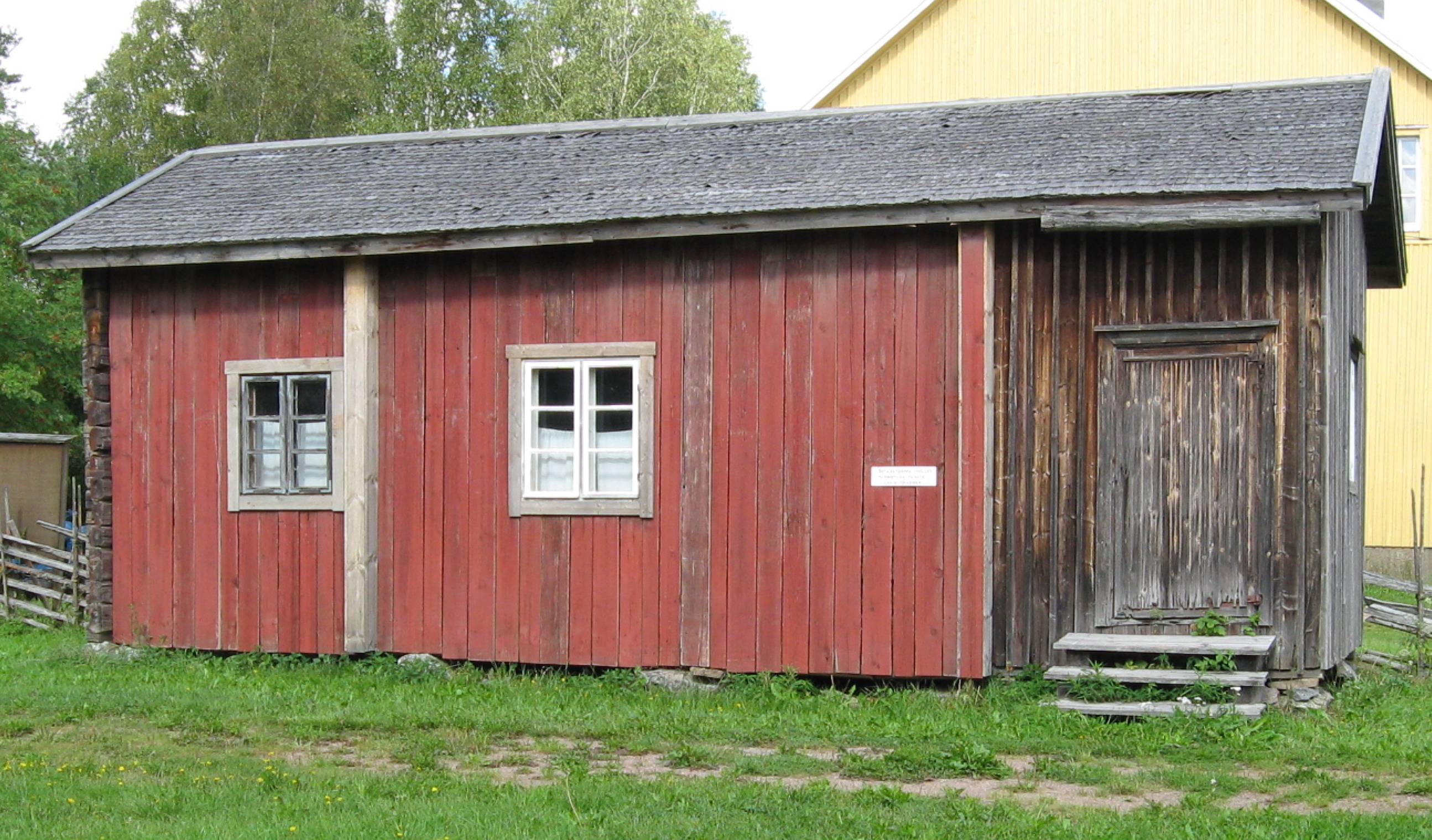
Soldattorp i Pöytis